# Leonard Borkowicz

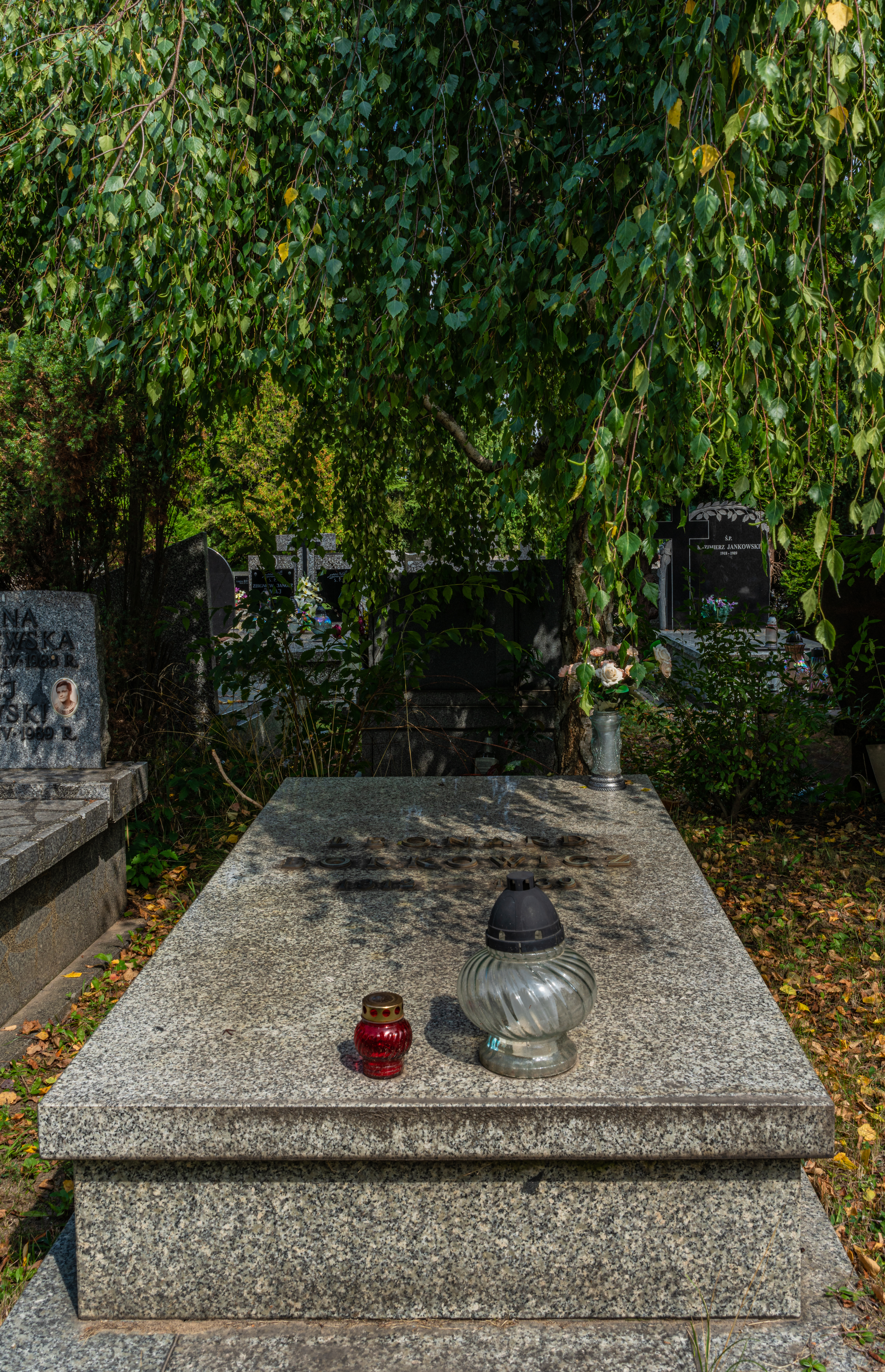
Grób Leonarda Borkowicza na cmentarzu Komunalnym Północnym w Warszawie

Leonard Borkowicz, nazwisko rodowe Berkowicz (ur. 4 stycznia 1912 w Wiedniu, zm. 26 października 1989 w Warszawie) – polski działacz partyjny i państwowy, pełnomocnik Rządu RP na okręg Pomorze Zachodnie (1945–1946) i pierwszy w historii wojewoda szczeciński (1946–1949).

## Życiorys
Urodził się w żydowskiej rodzinie inteligenckiej, jako syn Emila i Laury z domu Brings. Skończył szkołę średnią. W 1927 wstąpił do Komunistycznego Związku Młodzieży Polskiej, a w 1930 do Komunistycznej Partii Polski (KPP). Należał także do Komunistycznej Partii Zachodniej Ukrainy i Komunistycznej Partii Niemiec. W 1932 został skazany przez polskie władze na 5 lat więzienia. W latach 1936–1937 był przetrzymywany w obozie w Berezie Kartuskiej. W czasie II wojny światowej oficer Armii Czerwonej i ludowego Wojska Polskiego. Od 1943 służył w 1 Dywizji im. T. Kościuszki, brał udział w bitwie pod Lenino, od sierpnia do października 1943 był dowódcą 1 Praskiego pułku piechoty. Odznaczony Orderem Krzyża Grunwaldu III klasy (1946), Krzyżem Srebrnym Orderu Virtuti Militari, Krzyżem Komandorskim i Krzyżem Oficerskim (1946) Orderu Odrodzenia Polski.
W lipcu 1944 powierzono mu obowiązki pełnomocnika PKWN na teren województwa białostockiego. Od października 1944 do marca 1945 był zastępcą komendanta głównego MO ds. polityczno-wychowawczych. W marcu 1945 pełnił funkcję pełnomocnika Rządu Tymczasowego przy 1 Froncie Białoruskim. W kwietniu 1945 uzyskał nominację na pełnomocnika Rządu Tymczasowego na okręg Pomorze Zachodnie. W latach 1946–1949 sprawował funkcję pierwszego w historii wojewody szczecińskiego i był odpowiedzialny za całokształt spraw związanych z odbudową i zagospodarowaniem przyłączonego do Polski Pomorza Zachodniego. Jego działalność w tym zakresie jest oceniana przez współczesnych historyków pozytywnie. Został zapamiętany m.in. jako osoba chroniąca autentycznych fachowców, bez względu na ich przekonania polityczne (m.in. Piotra Zarembę – pierwszego prezydenta miasta) oraz mecenas kultury, m.in. sponsor Klubu 13 Muz, przeciwnik socrealizmu. Zachęcił do zamieszkania w Szczecinie m.in. Konstantego Gałczyńskiego, Jerzego Andrzejewskiego, Edmunda Osmańczyka, Witolda Wirpszę, Franciszka Gila, Jerzego Modrzejewskiego; był nazywany „szczecińskim Jerzym Borejszą” i „przyjacielem poetów” (określenie Gałczyńskiego).
W lutym 1949 złożył dymisję z pełnionej funkcji. Wkrótce został powołany na ambasadora Polski w Czechosłowacji. W marcu 1950 został odwołany z tej funkcji. Przyczyną odwołania był skandal związany z pobiciem przez L. Borkowicza przedstawiciela Ministerstwa Bezpieczeństwa Publicznego oraz podejrzenie wobec żony Borkowicza o współpracę z Niemcami podczas okupacji. Kiedy to ujawniono, Borkowicz zostawił żonę i dziecko, pisząc do Bieruta: „po tym co się stało ani jedna myśl moja, ani jeden krok nie może być przed Wami ukryty”.
Po 1950 Leonard Borkowicz nie pełnił już żadnych wysokich funkcji publicznych, pracując w różnych instytucjach kulturalnych. Ostatnie 10 lat życia spędził w Warszawie. Utrzymywał się z niewielkiej emerytury, mieszkając w bardzo skromnych warunkach.
Zmarł śmiercią samobójczą; pochowany został na cmentarzu komunalnym Północnym w Warszawie.
Na przełomie XX i XXI w. znalazł się na 19. miejscu listy „Szczecinianie Stulecia”, utworzonej w wyniku plebiscytu Gazety Wyborczej (wyd. szczecińskie), Polskiego Radia Szczecin i TVP Szczecin. W książce przypominającej ich sylwetki (rozdział „Pierwszy wojewoda”) Kazimierz Kozłowski napisał m.in.:

W czasie „ujawniania” tzw. odchylenia prawicowo-nacjonalistycznego składał samokrytykę za złą politykę kadrową (która faktycznie była jego najważniejszą zasługą) […]. przeszedł długą i bolesną drogę od ortodoksyjnego działacza KPP poprzez dość liberalnego komunistę w latach 1945–1949 do demokraty i antykomunisty w ostatnich 20 latach życia.